# Municipio de Good Hope (condado de Itasca)
El municipio de Good Hope (en inglés: Good Hope Township) es un municipio ubicado en el condado de Itasca en el estado estadounidense de Minnesota. En el año 2010 tenía una población de 99 habitantes y una densidad poblacional de 1,1 personas por km².

## Geografía
El municipio de Good Hope se encuentra ubicado en las coordenadas 47°38′3″N 94°12′44″O / 47.63417, -94.21222. Según la Oficina del Censo de los Estados Unidos, el municipio tiene una superficie total de 89,85 km², de la cual 79,77 km² corresponden a tierra firme y 10,08 km² (11,22 %) es agua.

## Demografía
Según el censo de 2010, había 99 personas residiendo en el municipio de Good Hope. La densidad de población era de 1,1 hab./km². De los 99 habitantes, el municipio de Good Hope estaba compuesto por el 95,96 % blancos, el 2,02 % eran de otras razas y el 2,02 % eran de una mezcla de razas. Del total de la población el 2,02 % eran hispanos o latinos de cualquier raza.